# Coppa Sabatini
Pour les articles homonymes, voir Sabatini.
La Coppa Sabatini (ou Coupe Sabatini) est une course cycliste disputée autour de la commune de Peccioli, dans la province de Pise en Italie. Elle a été créée en 1952 et fait partie de l'UCI Europe Tour de 2005 à 2019, dans la catégorie 1.1. En 2020, elle intègre l'UCI ProSeries, le deuxième niveau du cyclisme international.
Le nom de l'épreuve rend hommage à Giuseppe Sabatini (it) (1915-1951), coureur italien natif de Peccioli.

## Palmarès
| Année | Vainqueur                | Deuxième               | Troisième             |
| ----- | ------------------------ | ---------------------- | --------------------- |
| 1952  | Primo Volpi              | Enzo Nannini           | Rino Angelini         |
| 1953  | Primo Volpi              | Odino Bardarelli       | Dante Rivola          |
| 1954  | Rino Benedetti           | Bruno Landi            | Bruno Tognaccini      |
| 1955  | Angelo Miserocchi        | Luciano Morini         | Giuseppe Pintarelli   |
| 1956  | Idrio Bui                | Guido Carlesi          | Lino Grassi           |
| 1957  | Gianbattista Gabelli     | Giacomo Fini           | Vinicio Marsili       |
| 1958  | Giuseppe Pardini         | Vinicio Marsili        | Franco Boschi         |
| 1959  | Rino Benedetti           | Giuseppe Fallarini     | Graziano Battistini   |
| 1960  | Graziano Battistini      | Cleto Maule            | Armando Casodi        |
| 1961  | Dino Bruni               | Giuseppe Pardini       | Jos Hoevenaars        |
| 1962  | Alfredo Sabbadin         | Ercole Baldini         | Luigi Maserati        |
| 1963  | Dino Bruni               | Bruno Mealli           | Walter Leto           |
| 1964  | Italo Zilioli            | Graziano Battistini    | Franco Bitossi        |
| 1965  | Luciano Armani           | Graziano Battistini    | Ugo Colombo           |
| 1966  | Franco Bitossi           | Luciano Armani         | Tommaso De Pra        |
| 1967  | Michele Dancelli         | Franco Bitossi         | Luciano Armani        |
| 1968  | Franco Bitossi           | Wladimiro Panizza      | Renato Laghi          |
| 1969  | Romano Tumellero         | Gianfranco Bianchin    | Franco Mori           |
| 1970  | Gösta Pettersson         | Patrick Sercu          | Mauro Simonetti       |
| 1971  | Roberto Poggiali         | Adriano Amici          | Donato Giuliani       |
| 1972  | Antoon Houbrechts        | Albert Van Vlierberghe | Enrico Maggioni       |
| 1973  | Mauro Simonetti          | Roger De Vlaeminck     | Franco Bitossi        |
| 1974  | Wilmo Francioni          | Donato Giuliani        | Franco Bitossi        |
| 1975  | Giovanni Battaglin       | Celestino Vercelli     | Pierino Gavazzi       |
| 1976  | Piero Spinelli           | Giacinto Santambrogio  | Wilmo Francioni       |
| 1977  | non organisé             | non organisé           | non organisé          |
| 1978  | Francesco Moser          | Giuseppe Saronni       | Franco Bitossi        |
| 1979  | Leonardo Mazzantini      | Graziano Salvietti     | Carmelo Barone        |
| 1980  | Gianbattista Baronchelli | Giuseppe Saronni       | Francesco Moser       |
| 1981  | Claudio Bortolotto       | Giancarlo Casiraghi    | Alessandro Paganessi  |
| 1982  | Giuseppe Saronni         | Pierino Gavazzi        | Francesco Moser       |
| 1983  | Moreno Argentin          | Davide Cassani         | Marino Lejarreta      |
| 1984  | Silvano Contini          | Pierino Gavazzi        | Claudio Corti         |
| 1985  | Marino Amadori           | Acácio da Silva        | Marino Lejarreta      |
| 1986  | Jean-François Bernard    | Janusz Kuum            | Marco Giovannetti     |
| 1987  | Gianni Bugno             | Pierino Gavazzi        | Walter Magnago        |
| 1988  | Claudio Corti            | Laurent Bezault        | Marco Votolo          |
| 1989  | Maurizio Fondriest       | Antonio-Paolo Fanelli  | Jürg Bruggmann        |
| 1990  | Moreno Argentin          | Andreas Kappes         | Maurizio Fondriest    |
| 1991  | Franco Chioccioli        | Stefano Colagè         | Franco Ballerini      |
| 1992  | Stefano Zanini           | Andreï Tchmil          | Simone Biasci         |
| 1993  | Claudio Chiappucci       | Giorgio Furlan         | Piotr Ugrumov         |
| 1994  | Maurizio Fondriest       | Francesco Casagrande   | Claudio Chiappucci    |
| 1995  | Davide Cassani           | Alessio Di Basco       | Stefano Colagè        |
| 1996  | Bjarne Riis              | Gianni Faresin         | Claudio Chiappucci    |
| 1997  | Andrea Tafi              | Alessandro Bertolini   | Davide Rebellin       |
| 1998  | Emmanuel Magnien         | Michele Bartoli        | Davide Rebellin       |
| 1999  | Dimitri Konyshev         | Marco Serpellini       | Mauro Zanetti         |
| 2000  | Andreï Tchmil            | Gianni Faresin         | Sergio Barbero        |
| 2001  | Dimitri Konyshev         | Serge Baguet           | Paolo Bettini         |
| 2002  | Paolo Bettini            | Andrea Ferrigato       | Ruggero Marzoli       |
| 2003  | Paolo Bossoni            | Luca Paolini           | Mirko Celestino       |
| 2004  | Jan Ullrich              | Franco Pellizotti      | Michael Boogerd       |
| 2005  | Alessandro Bertolini     | Rinaldo Nocentini      | Mirko Celestino       |
| 2006  | Giovanni Visconti        | Ruggero Marzoli        | Enrico Gasparotto     |
| 2007  | Giovanni Visconti        | Fränk Schleck          | Mikhaylo Khalilov     |
| 2008  | Mikhaylo Khalilov        | Filippo Pozzato        | Stefano Garzelli      |
| 2009  | Philippe Gilbert         | Giovanni Visconti      | Non attribué          |
| 2010  | Riccardo Riccò           | Marco Marcato          | Non attribué          |
| 2011  | Enrico Battaglin         | Davide Rebellin        | Daniel Moreno         |
| 2012  | Fabio Duarte             | Miguel Ángel Rubiano   | Matteo Rabottini      |
| 2013  | Diego Ulissi             | Andrea Pasqualon       | Davide Villella       |
| 2014  | Sonny Colbrelli          | Mauro Finetto          | Franco Pellizotti     |
| 2015  | Eduard Prades            | Maurits Lammertink     | Mauro Finetto         |
| 2016  | Sonny Colbrelli          | Andrea Pasqualon       | Carlos Barbero        |
| 2017  | Andrea Pasqualon         | Sonny Colbrelli        | Francesco Gavazzi     |
| 2018  | Juan José Lobato         | Sonny Colbrelli        | Gianni Moscon         |
| 2019  | Alexey Lutsenko          | Sonny Colbrelli        | Simone Velasco        |
| 2020  | Dion Smith               | Andrea Pasqualon       | Aleksandr Riabushenko |
| 2021  | Michael Valgren          | Sonny Colbrelli        | Mathieu Burgaudeau    |
| 2022  | Daniel Martínez          | Odd Christian Eiking   | Guillaume Martin      |
| 2023  | Marc Hirschi             | Pavel Sivakov          | Tadej Pogačar         |
| 2024  | Marc Hirschi             | Gregor Mühlberger      | Anders Foldager       |